# Emi Nakadžimaová
Emi Nakadžimaová (japonsky 中島 依美, * 27. září 1990 Šiga) je japonská fotbalistka.

## Reprezentační kariéra
Za japonskou reprezentaci v letech 2011 až 2019 odehrála 78 reprezentačních utkání. Byla členkou japonské reprezentace i na Mistrovství světa ve fotbale žen 2019.

## Statistiky
| Japonsko | Japonsko | Japonsko |
| Roky     | Záp.     | Góly     |
| -------- | -------- | -------- |
| 2011     | 2        | 0        |
| 2012     | 0        | 0        |
| 2013     | 7        | 1        |
| 2014     | 12       | 4        |
| 2015     | 3        | 1        |
| 2016     | 7        | 1        |
| 2017     | 15       | 2        |
| 2018     | 19       | 4        |
| 2019     | 13       | 1        |
| Celkem   | 78       | 14       |

## Úspěchy

### Reprezentační
- Mistrovství Asie:  2014, 2018